# Opstand van de comunidades

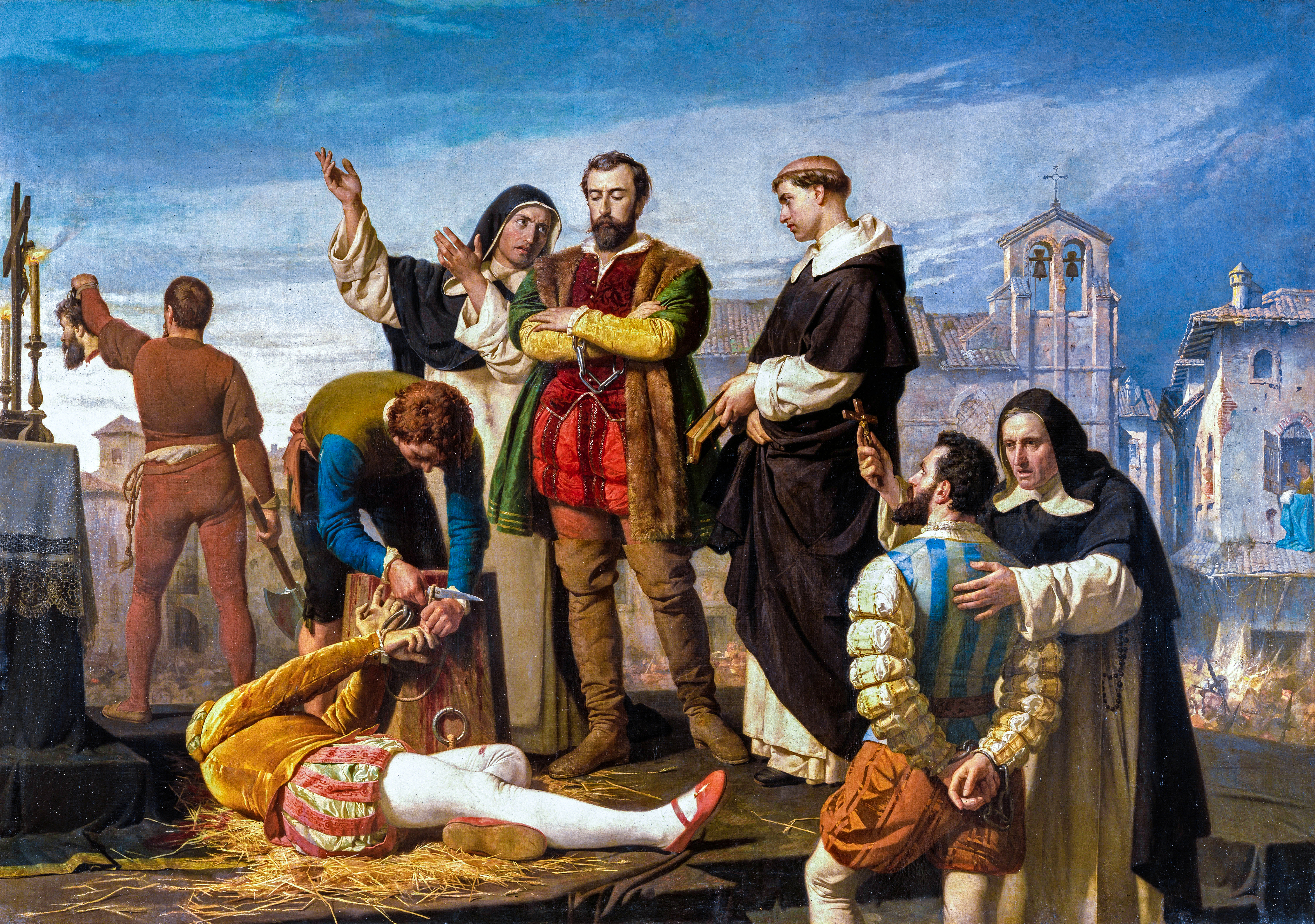
Executie van de comuneros van Castilië, door Antonio Gisbert.

De opstand van de comunidades (la Guerra de las Comunidades de Castilla) was een reeks van lokale opstanden in Castilië tussen 1520 en 1521. De comunidades (vrije steden) van Castilië kwamen in opstand tegen de zware belastingen die keizer Karel V hen oplegde. Karel V slaagde er slechts moeizaam in deze opstanden te onderdrukken.
De opstand vond plaats tussen 16 april 1520 en 3 februari 1522. Volgens sommige geleerden had hij kenmerken van een moderne revolutie, voornamelijk vanwege de combinatie van afkeer tegen sociale misstanden en onredelijke belastingen en de idealen van democratie en vrijheid.

## Oorsprong
Na de dood van Ferdinand II in 1516 werd zijn kleinzoon Karel koning van Castilië en Aragon (Spanje) in co-regentschap met zijn moeder, koningin Johanna van Castilië, bijgenaamd Juana la Loca, de waanzinnige. Karel, jong en onervaren, opgegroeid in Vlaanderen, voerde hervormingen door en stelde vertrouwelingen aan, net als hijzelf buitenlanders. Er werden geen Castilianen aangesteld in het bestuur van het wereldrijk. Daarnaast waren er moeilijkheden in Castilië door misoogsten en door de pogingen van de adel om de macht te herstellen die zij onder Isabella hadden verloren. De ambities van Karel in Europa zorgden voor zware belastingen waarvan de bevolking doorhad dat deze elders werd besteed. Na een dure propagandacampagne werd Karel tot keizer van het Heilige Roomse Rijk verkozen en in het jaar daarop verliet hij Spanje om zijn macht elders te versterken. Zijn mentor, de Utrechtse Adriaan Floriszoon Boeyens die later paus Adrianus VI zou worden, bleef achter als regent. Nadat nog meer belasting werd geheven, volgden de eerste opstanden al snel.

## La Santa Junta
Op 16 april 1520 barstte een opstand uit in Toledo. De koninklijke bestuurders werden verdreven en er werd een burgercomité gekozen onder leiding van Juan Lopez de Padilla en Pedro Lasso de Vega. Andere steden volgden. Een revolutionaire cortes, La Santa Junta de las Comunidades, had zijn eerste bijeenkomst in Ávila en riep zichzelf uit tot de wettige regering ten koste van de koninklijke raad. Padilla werd aangesteld als kapitein-generaal en er werden troepen verzameld. Adriaan Boeyens trad krachtig op en probeerde Medina del Campo in te nemen. Een grote brand legde de stad in puin. Verder in het land braken opstanden uit die zich ook uitbreidden naar het platteland. Het leger van Boeyens begon uiteen te vallen.

## Koningin Johanna
Troepen van de comuneros gingen naar Tordesillas om Johanna te bevrijden en haar aan de macht te brengen. Op 24 september 1520 zat de koningin voor de eerste en laatste keer de cortes voor. Karel benoemde de admiraal en generaal tot co-regenten met Boeyens, waardoor de adel waaruit dezen voortkwamen kalmeerden. Verder schrokken veel edelen terug voor de radicalere elementen van de comuneros en vreesden voor sociale wanorde. De comuneros zelf ontbrak het aan eenheid en visie. Hun poging om Johanna te gebruiken als legitimiteit van hun handelen, werkte tegen hen toen zij een stupor kreeg en geen decreten meer tekende. Tegen december hadden de koningsgezinden een nieuw leger samengesteld met behulp van veel edelen. Tordesillas werd veroverd en Johanna gevangengezet. Zij bleef daar tot zij 35 jaar later overleed.

## Einde
In februari 1521 haalde het comunero-leger een overwinning bij Torrelobaton, maar twee maanden later werden zij verpletterend verslagen in de Slag bij Villalar. Juan de Padilla werd met twee andere leiders, Francisco Maldonado en Juan Bravo, geëxecuteerd en stad na stad viel daarna. De laatste stad die tegenstand leverde was de stad waar het begonnen was, Toledo. De verdediging van de stad was in handen van Maria Pacheco, weduwe van Padilla. De stad gaf zich over op 25 oktober op voorwaarde dat het leven van de comuneros gespaard zou worden. Er leek een bestand te zijn, maar dit werd gebroken toen op 3 februari 1522 keizerlijke troepen de laatste opstand neergeslagen werd. Maria Pacheco vluchtte naar Portugal, waar zij tien jaar later stierf.

## Afloop
Nadat de opstand mislukt was, werd Castilië deel van het Habsburgse rijk. Castilië leverde vanaf toen het merendeel van de financiële en militaire middelen en later ook bestuurders. De Spaanse koloniën zorgden voor een sociale en economische achteruitgang in Spanje, die slechts gemaskeerd werd door de stroom zilver uit Amerika. Het zou meer dan een eeuw duren, maar door de vereenzelviging van de Castiliaanse adel met Habsburg werden de belangen van Castilië zelf opgeofferd en toen het uiteenviel door de te grote inspanning volgde het rijk van Habsburg al snel.
Direct na de opstand echter, zorgde Karel V voor een streng regime, maar veranderde ook zijn beleid tegenover Spanje en liet het bestuur grotendeels in Spaanse handen.
De opstand wordt in Castilië en León nog steeds herdacht met ceremonies in Villalar, nu Villalar de los Comuneros, elke 23 april.